# Reader (Arkansas)
Pour les articles homonymes, voir Reader.
Reader est une census-designated place des comtés de Nevada et de Ouachita, dans l’État américain de l'Arkansas.